# Ли Ћингџао
Ли Ћингџао (кин: 李清照; пин: Lǐ Qīngzhào; 1084 — 1155?) је била кинеска песникиња и писац у Сонг династији. Сматра се највећом кинеском песникињом.

## Биографија
Ли Ћингџао је рођена у Ћинану, провинција Шандунг, у образованој и отменој породици. Удала се за песника и учењака Џао Мингченга, и заједно са њим посветила се изучавању и скупљању слика, калиграфија и других уметничких предмета. Њен муж и она су заједно волели поезију и често једно другим су писали песме.
Главни град Северног Сонга Каифенг је пао Џурџима 1126. године. Битка је избила у Шандонгу и њихова кућа је била запаљена. 1127. године са мужем побегла је на југ у Нанкинг, где су довели многу своју имовину. Џао је умро 1129. године. После његове смрти живела је усамљено и у сиромаштву.

## Дела
Велики део њених песама је изгубљен али око сто је сачувано, већином ц-песме које описују њен живот.
У почетку је писала о својим осећајима девојке и младе жене, изражавајући љубавну чежњу и љубав према природи. После пада Северног Сунга када је побегла на југу као избеглица, она је почела да изражава дубоку забринутост за судбину домовине.